# Marie Schwarcová
Marie Schwarcová, roz. Matějková, (5. září 1840 Chotěboř – 1. ledna 1912 Praha) byla představitelka českého ženského křesťansko–sociálního hnutí.

## Život
Po přestěhování do Prahy se 30. srpna 1869 provdala za pasířského tovaryše Antonína Tichého (1845–1870), který již v době sňatku byl těžce nemocný. Po smrti prvního manžela se 25. listopadu 1872 provdala za dělníka rukavičkářského závodu Aloise Schwarce (1840–1907).
Zemřela jako dvojnásobná vdova v chudobinci.

## Dílo
Marie Schwarzová byla jednou z hlavních postav českého křesťansko-sociálního ženského hnutí konce 19. století:
- V roce 1897 byl založen první český Křesťansko–sociální spolek katolických žen a dívek v Praze. Marie Schwarzová patřila mezi zakladatelky a jako nejstarší z nich vedla porady vedoucí ke vzniku spolku;[7] po vzniku se stala jeho první předsedkyní.[8]

- Po vzniku křesťansko–sociálního časopisu Ženských listů v roce 1897 ( v čele s redaktorkou Aloisií Jirouškovou) se stala jeho hlavní spolupracovnicí.[pozn. 1] Do časopisu psala pod svým jménem, ale především anonymně.[8]